# Géographie politique des communes des Pyrénées-Atlantiques sous l'Ancien Régime
Dans une version simplifiée, les Pyrénées-Atlantiques sont composées de la réunion de deux régions historiques : le Pays basque (lui-même composé des trois provinces de Labourd, Basse-Navarre et Soule) et le Béarn. Lorsqu'on a affaire à une source plus précise, il est rappelé que plus d'une vingtaine de communes du nord du département appartenaient en fait à d'autres territoires gascons avant la Révolution française. Cet article consacré à la géographie politique des communes des Pyrénées-Atlantiques sous l'Ancien Régime tente de préciser quel était le statut vis-à-vis des découpages administratifs d'Ancien Régime de chacune des communes du département actuel pour laquelle des précisions se justifient.

## En guise de préambule
Avant de nous lancer dans un examen méticuleux commune par commune des marges des anciennes « provinces », quelques mises au point sur ce que contient l'article — et surtout sur ce qu'il ne contient pas — sont peut-être nécessaires.
La nécessité de collationner les informations que cet article rassemble s'est fait sentir au moment d'affiner la liste des communes du Béarn ; on avait aussi eu à une autre occasion à préciser la position de Bayonne vis-à-vis du Labourd. Le présent article apporte à ces questions des éléments d'information (une photographie d'une géographie politique aux XVIIe et XVIIIe siècles), mais ces éléments à eux seuls ne suffisent en aucune façon à tracer d'une main ferme l'hypothétique tracé des frontières des provinces basques ou du Béarn en notre XXIe siècle.
En premier lieu, les contours des provinces deviennent flous mais peuvent encore varier une fois que celles-ci perdent leur existence juridique. C'est ce que souligne Anne Zink dans Pays et circonscriptions :

« Les pays tels que je les ai observés à la veille de la Révolution sont des créations de l'histoire et l'histoire a continué : les départements sont devenus des pays et le Louvigny se dit béarnais. Il n'y a pas de rattachement, de création, de disparition qui n'aient été ratifiés par le temps. »

Il serait donc bien hardi de prétendre inclure ou exclure Bayonne, Bidache ou Escos des provinces basques ou Arzacq du Béarn sur la seule foi des découpages de 1789 sans prendre en compte ce que perçoivent aujourd'hui leurs habitants —et qui est bien sûr plus difficile à déterminer objectivement qu'un tracé de limites administratives.
En outre, et même pour les périodes historiques, il conviendrait — ce que ne fait pas cet article — de se référer également aux frontières mouvantes des langues basque et gasconne, voire à l'espace perçu qu'Anne Zink cherche à comprendre au-delà des simples descriptions de frontières de territoires politiques.
Enfin un dernier parti pris mérite d'être explicité : celui de se borner à l'Ancien Régime. Quelques modifications significatives des limites des provinces continuent à intervenir jusqu'au XIIIe siècle (notamment autour du Pays de Mixe très contesté) et la Basse-Navarre n'entre vraiment dans la géographie politique que quand elle se sépare de la Navarre, au début du XVIe siècle. En revanche, une fois terminées les guerres de religion, les limites politiques sont pour l'essentiel figées. Ceci explique le parti-pris de ne mentionner ici que les communes dont la situation après 1600 environ est singulière, quitte à remonter plus haut dans le temps pour certaines d'entre elles afin de mettre en contexte l'origine de cette situation.

## BayonneetBoucau

### Bayonne
La relation de Bayonne à la province basque du Labourd est assez complexe. Pour la résumer en une expression simple mais bien appropriée, on pourra reprendre une formulation de Béatrice Leroy : la ville de Bayonne « se développe à côté du Labourd, juxtaposée à cette province ».
Si on remonte aux alentours de l'an mille, on peut isoler une première période où Bayonne fait sans conteste partie de la vicomté de Labourd — elle en est même le siège. Sous l'emprise des Plantagenêt, ducs d'Aquitaine, elle s'en sépare dans la période 1170-1190 : les vicomtes de Labourd transfèrent leur résidence à Ustaritz et abandonnent le titre de « vicomte de Bayonne », la cour de justice est également transférée tandis que le duc d'Aquitaine nomme un prévôt pour la ville. La « charte des Malfaiteurs » de 1189 entérine le nouvel état de fait, et distingue la « terre de Bayonne » de la « vicomté de Labourd ». Enfin le roi Richard Ier d'Angleterre (en sa qualité de duc d'Aquitaine) régularise juridiquement la situation de fait en achetant au vicomte de Labourd ses droits sur Bayonne en 1193.
Une fois que ce tournant historique a séparé les destins de Bayonne et des terres basques au sud de la ville, les institutions de la ville et du Labourd sont en première lecture bien séparées et on ne saurait assimiler Bayonne aux paroisses labourdines. La cour d'Ustaritz ne juge pas des affaires bayonnaises, Bayonne n'est pas représenté au Biltzar du Labourd, et quand on couche par écrit les coutumes au début du XVIe siècle la « coutume de Bayonne » est bien distincte de la « coutume du Labourd ».
En ce qui concerne la division du territoire en généralités ou intendances, c'est-à-dire le découpage à proprement parler « administratif » — les attributions des intendants préfigurent celles des préfets — Bayonne et le Labourd ont destin lié... mais un destin qui les rattache à une région plus vaste et majoritairement gasconne, le découpage changeant à maintes reprises tout au long du XVIIIe siècle Une subdivision administrative de niveau inférieur existe au sein des intendances : la subdélégation. De 1704 à 1777, on trouve là un cadre où Bayonne et le Labourd sont unis sous la houlette d'un unique subdélégué basé à Bayonne. Mais une réforme de 1777 va les séparer : un nouveau subdélégué au Labourd est nommé tandis que celui de Bayonne perd l'attribution sur cette province mais gagne au nord de l'Adour compétence sur le Gosse, le Seignanx, le Marensin et Capbreton.
La situation judiciaire est autrement complexe. Il est dès lors peut-être utile dans un premier temps de rappeler quelques principes qui régissent l'organisation judiciaire d'ancien régime, principes aux exceptions multiples voire systématiques ! À un premier niveau, très local, existent des milliers de petites juridictions, dont le ressort couvre quelques paroisses voire une seule. Un deuxième niveau est celui des sénéchaussées ou bailliages (les deux termes sont synonymes, seul l'usage local justifie d'utiliser l'un plutôt que l'autre). À l'origine circonscriptions militaires et administratives, les sénéchaussées sont devenues pour l'essentiel des ressorts judiciaires ; à leur tête le « sénéchal d'épée » dont le titre garde mémoire de son ancien rôle militaire n'est plus qu'une figure à rôle protocolaire. Complication supplémentaire : certaines anciennes sénéchaussées ont été subdivisées en plusieurs nouvelles sénéchaussées plus petites après que leur rôle militaire s'était estompé ; pour ces nouvelles « sénéchaussées secondaires », il n'y a pas eu création d'un office de sénéchal et la fonction la plus élevée en leur sein est celle de « lieutenant-général du sénéchal », en pratique à la tête d'un tribunal autonome, mais formellement agissant au nom du sénéchal d'épée de la sénéchaussée « principale ». La distinction a son importance pour l'élection des députés aux États généraux, qui sont en principe élus au niveau des seules sénéchaussées principales. Les sénéchaussées sont d'appel pour les juridictions locales, mais aussi juridictions de première instance pour les « cas royaux », un petit nombre d'infractions pénales supposées de gravité nationale (lèse-majesté ou faux-monnayage par exemple). Enfin un Parlement est juridiction d'appel pour les sénéchaussées, à moins qu'un présidial ne s'y substitue pour les causes de plus faible importance.
Qu'en est-il en pratique pour Bayonne et le Labourd ? Les choses sont simples pour ce qui est de la juridiction supérieure : c'est le Parlement de Bordeaux ou, pour les causes de plus faible importance, le présidial de Dax.
Au niveau des sénéchaussées la situation est plus confuse. Le Labourd (sans Bayonne), dont le bailliage est attesté depuis 1247, est suffisamment ancien pour disposer d'un bailli d'épée, qui siège à Ustaritz. Mais lors de l'érection de la sénéchaussée des Lannes en 1454 par Charles VII, en confirmation d'une subdivision remontant à la période anglaise de l'histoire de l'Aquitaine, cette sénéchaussée principale —ayant donc aussi un sénéchal d'épée— est dotée d'un vaste territoire qui couvre Bayonne mais aussi le Labourd. Les Lannes sont elles-mêmes subdivisées en trois sénéchaussées secondaires, à Bayonne, Dax et Saint-Sever.
On a donc emboîtement de trois circonscriptions : le bailliage du Labourd, avec à sa tête un bailli d'épée est une partie de la sénéchaussée secondaire de Bayonne, avec à sa tête un lieutenant-général du sénéchal des Lannes, qui est elle-même une partie de la sénéchaussée des Lannes. Cette troisième n'ayant guère d'existence que protocolaire, il reste à examiner qui a réellement prééminence du bailliage de Labourd et de la sénéchaussée de Bayonne. Or, au grand dam des Labourdins, les appels de la Cour d'Ustaritz (elle-même juge d'appel pour les juridictions locales du Labourd) ne montent pas directement au Parlement de Bordeaux mais seulement à Bayonne ; de surcroît c'est le sénéchal des Lannes —dans les faits donc la cour de son lieutenant-général de Bayonne— qui est compétent en première instance pour les « cas royaux » et non le bailli de Labourd. Il semble donc bien que la sénéchaussée secondaire de Bayonne, qui réunit cette ville et la province, a une réelle primauté de fait sur le bailliage de Labourd et qu'on puisse considérer que, dans une mesure significative, Bayonne et le Labourd forment une circonscription judiciaire unique. Cela n'empêchant pas leurs droits civils d'être différents, ni les Labourdins de faire valoir l'existence d'un bailli d'épée sur leur territoire pour parvenir à bénéficier de l'honneur d'une représentation bien distincte aux États généraux du Royaume en 1789.
On mentionnera enfin rapidement la situation plus anecdotique de la petite justice seigneuriale des chanoines du chapitre de Bayonne : quoique basés dans cette ville, ces religieux reçoivent aussi des contributions d'autres paroisses basques à titre de leur seigneurie ; ainsi les pêcheurs de Biarritz doivent s'acquitter d'un prélèvement sur leurs prises, la « dîme du cachalot », et nous reverrons au paragraphe suivant ces mêmes chanoines revendiquer des droits sur l'autre rive de l'Adour, à Saint-Esprit en terres d'Albret.

### Saint-Esprit-lès-Bayonne
La commune de Saint-Esprit, formée de la réunion des paroisses de Saint-Esprit et de Saint-Étienne-d'Arribe-Labourd, appartenait au département des Landes. Le 1er juin 1857, la commune a été intégrée à Bayonne. Le territoire des deux paroisses est maintenant dans la partie de la ville en rive droite de l'Adour.
Pour bon nombre de divisions politiques, ces deux paroisses doivent être traitées comme le Seignanx auquel elles appartiennent : le droit civil qui y a cours est celui issu de la coutume de Dax et non de la coutume de Bayonne. Elles appartiennent à la sénéchaussée de Tartas, issue en 1566  d'une division de la sénéchaussée des Lannes — Anne Zink note d'ailleurs que des représentants des juifs de Saint-Esprit participeront à la désignation des députés du Tiers de la sénéchaussée de Tartas aux États généraux de 1789. Il n'y a donc pas de relation judiciaire entre ces paroisses du nord de l'Adour et la sénéchaussée de Bayonne, encore moins avec le bailliage de Labourd.
En revanche, fiscalement, Saint-Esprit est assimilé à Bayonne.
Reste la question de savoir à qui appartient la juridiction locale sur ces deux paroisses, qui va être l'objet de « litiges incessants ». On peut noter quelques épisodes du feuilleton de la bataille pour la juridiction sur Saint-Esprit et Saint-Étienne : dans un premier temps, en 1483, Louis XI confie la juridiction de Saint-Esprit aux chanoines du chapitre de Bayonne —ce que la ville conteste aussitôt ;  en 1484, Charles VIII dispose à son tour de la même juridiction, mais pour la confier à la ville. On peut noter en 1524 un conflit avec le baron de Seignanx lors duquel Bayonne revendique aussi juridiction sur Saint-Étienne ; toujours est-il qu'en 1560 les ambitions bayonnaises marquent un recul avec un arrêt du Parlement de Bordeaux qui « maintient » Antoine de Bourbon et Jeanne d'Albret en possession « provisoire » des justices civile et criminelle de Saint-Esprit. Il faut dès lors transiger, et le 13 décembre 1584, Bayonne achète pour 500 écus à Henri de Navarre en sa qualité de baron de Seignanx les droits qu'il pourrait posséder sur les deux paroisses réserve faite de « tout appel des vassaux s'il y en a » et avec hommage à prêter au seigneur d'Albret sous forme symbolique « d'une once d'ambre tous les trente ans et à chaque mutation de seigneur ». Il reste à transiger avec les chanoines ce qui est chose faite en 1588 pour 1200 écus. Une fois ces conflits clos, Saint-Esprit et Saint-Étienne rentrent pour la période classique dans le « communat » de Bayonne.

### Boucau
Le cas de cette commune de la rive droite de l'Adour est beaucoup plus simple. Rattachée aux Basses-Pyrénées en même temps que Saint-Esprit en 1857, elle n'était avant ce rattachement pas une commune autonome des Landes mais un simple lieu-dit de la commune de Tarnos.
À ce titre, elle était sans relation politique ni culturelle particulière avec le Labourd ni avec Bayonne, mais suivait le même sort que les paroisses du Seignanx : la coutume en vigueur est celle de Dax, la sénéchaussée celle de Tartas ; on peut simplement noter la dépendance déjà mentionnée de la subdélégation de Bayonne à partir de 1777 —mais au même titre que toutes les paroisses de ce coin des Landes.

## Les terres deGramontet leurs alentours
Seigneurs d'un modeste château sur le territoire de la paroisse de Viellenave-sur-Bidouze, les Gramont vont s'imposer comme des acteurs majeurs de l'histoire de la Navarre, puis de l'histoire de France. Le berceau de leur famille se situant dans la zone où se rencontrent la Navarre, la Gascogne et le Béarn, la conjonction de cette particularité géographique et de l'influence de la famille ducale est à la source du statut assez singulier d'une quinzaine de paroisses dans la région de Bidache. Dans ce secteur, la carte politique a des allures de puzzle.
Deux territoires particuliers sous l'influence des Gramont dans ce secteur ne doivent pas être confondus. La principauté souveraine de Bidache, qui se compose de la seule ville de Bidache prétend à être un petit État indépendant, avec de bons arguments en ce sens. Le duché-pairie de Gramont, lui, est un territoire réunissant dix paroisses autour de Bidache (qui n'en fait pas partie) où les Gramont ont seulement seigneurie et non souveraineté ; complication supplémentaire, ce duché est à cheval sur France et Navarre, ses terres françaises étant elles-mêmes pour partie labourdines et pour partie gasconnes.
S'ajoutent à ce tableau déjà compliqué une exclave béarnaise, une juridiction des Lannes (celle de Hastingues) dont le territoire n'est pas d'un seul tenant et dont plusieurs paroisses sont de nos jours annexées aux Pyrénées-Atlantiques, des quartiers particuliers dans certains villages dont le sort juridique n'est pas le même que celui du centre de la paroisse...

### Bidache«principauté souveraine»
Lors de la période d'extension du royaume de Navarre vers le nord au XIIIe siècle, avec annexion du pays de Mixe, Bidache entre sous souveraineté du roi de Navarre, d'abord de façon un peu ambiguë —le 22 septembre 1329, lorsque Arnaud-Guillaume III seigneur de Gramont prête pour la première fois un hommage au roi de Navarre pour son château de Bidache, il est stipulé que « si le château ne se trouvait pas en Navarre, ou que quelqu'un y mît opposition, le pacte serait nul à son égard, mais valable pour celui de Gramont »— puis sans doute possible : les hommages réitérés en 1385, 1409, 1429 ou 1434 par les seigneurs de Gramont ultérieurs ne comportent plus de clause restrictive.
Au-delà de cette dernière date de 1434, plus trace d'hommage pour Bidache au roi de Navarre. La situation de la paroisse demeure donc plus d'un siècle dans un flou entretenu par les Gramont ; puis en 1570 la famille comtale ose un saut audacieux, et Antoine Ier, comte de Gramont, se proclame « souverain » de Bidache. On n'entrera pas ici dans les péripéties juridiques qui vont s'ensuivre ; constatons quand même l'absence de réaction des rois de Navarre et surtout l'édiction de lettres patentes de mars 1609 par Henri IV dans lesquelles il qualifie Antoine de Gramont de « souverain de la terre de Bidache ». La portée réelle de cette souveraineté a depuis été abondamment discutée par juristes et historiens, avec de bons arguments pour soutenir qu'elle était sérieuse.
Pour ce qui est du droit civil, une coutume spécifique est rédigée pour la seule ville de Bidache et publiée le 6 avril 1575 : la nouvelle principauté marque sa singularité en créant un droit civil spécifique.
En 1790, Bidache, qui n'a pas été représenté aux États généraux apprendra son rattachement à la France en écoutant la lecture des lettres patentes du Roi au sujet de la division du Royaume en départements, et le décret précisant le découpage : Bidache a été annexé aux Basses-Pyrénées et y constitue un chef-lieu de canton, qui a été réuni au district labourdin d'Ustaritz.
La commune de Bidache forme donc un territoire tout à fait spécifique sous l'Ancien Régime, à la fois extérieur à la France et à la Navarre et disjoint de toutes les subdivisions politiques de ces royaumes.

### Enduché de Gramont, côté français
Les paroisses dont les Gramont sont le seigneur ont été successivement érigées en comté de Guiche en 1563 par Charles IX de France (mais celui-ci n'ayant pas souveraineté sur la Navarre, ce comté ne rassemble que les terres françaises de Gramont), puis en duché-pairie de Gramont par Louis XIV de France en 1648. Dès lors que Louis XIV a aussi souveraineté sur la Basse-Navarre, il peut cette fois rassembler dans le nouveau duché des paroisses françaises et des paroisses navarraises.
Le rassemblement de terres dans ce genre de circonscriptions a surtout une incidence protocolaire. Comme on va le voir ci-dessous, la coutume applicable à chaque paroisse ne fluctue pas avec les frontières politiques des terres des Gramont, et on reste en Labourd, en Gascogne ou en Basse-Navarre selon le village où on habite. De même fiscalement, une fois payées les redevances seigneuriales, on dépend du Labourd, de Dax ou de Basse-Navarre.
En confrontant plusieurs sources, les choses paraissent moins claires sur le plan judiciaire, encore que les conclusions plus récentes d'Anne Zink paraissent plus convaincantes —il faut dire que la destruction des archives de la sénéchaussée à la Révolution ne facilite pas les choses. Lorsqu'il érige les terres françaises de Gramont en Comté en 1563, charles IX donne en outre « permission d'y créer, ériger et établir un sénéchal et un siège de sénéchal au dit lieu de Guiche (...) lequel (...) connaîtra de toutes causes civiles et criminelles de toute la dite comté de Guiche. » Plusieurs paroisses sont donc distraites de la compétence du bailliage de Labourd ou de la sénéchaussée de Dax par cet acte. La nouvelle sénéchaussée s'établira à Came ultérieurement.
Pour Jean Robert, le sénéchalat de Came « semble avoir fonctionné simultanément en deux endroits différents : au château de Came et en la Grand'Maison ». Il mentionne par ailleurs que le siège de la sénéchaussée a été transféré à Bergouey en 1712, pour revenir à Came à un moment ultérieur du XVIIIe. On lit une allusion au « sénéchalat des terres de Gramont » (situé à Grand'Maison) dans un article de Jean Robert ou à « la cour sénéchale » (toujours au sujet de la Grand'Maison) dans un autre.
Pour Anne Zink, qui précise que la juridiction d'appel de la sénéchaussée de Came est le Parlement de Bordeaux (ou pour les causes mineures le présidial de Dax), le ressort de la sénéchaussée est limité aux sept paroisses dont est l'objet cette section, ce qui paraît difficile à concilier avec un siège à Bergouey en Basse-Navarre. En revanche il existe aussi selon elle une sénéchaussée ducale bien distincte, appartenant au système judiciaire navarrais, dont la juridiction s'étend sur Bergouey, Viellenave-sur-Bidouze, Charritte et le quartier de la Ferrière à Escos. Les choses paraissent s'éclairer si on s'aperçoit que la Grand'Maison est située sur le territoire communal de Came mais en le quartier de la Ferrière qui, on le verra un peu plus loin, est en Basse-Navarre. On se hasardera donc à supposer une erreur de Jean Robert : n'y aurait-il pas deux sénéchaussées « de Came » bien distinctes, l'une (siégeant au château) compétente pour la partie nord du duché de Gramont, celle qui est en France, et dont les appels sont reçus à Bordeaux tandis que l'autre (siégeant à Grand'Maison) est compétente pour la partie sud, celle qui est en Navarre (ainsi qu'apparemment le village de Charitte qui n'est nulle part ailleurs mentionné comme terre de Gramont), avec appels au Parlement de Navarre à Pau ?

#### Urt,BardosetGuiche
Urt semble entrer dans la juridiction des Gramont en 1423, année où Henri VI d'Angleterre attribue à Jean de Gramont les « profits et émoluments », en même temps que ceux d'Arancou, Saint-Pé-de-Léren et Léren. En confirmant ce privilège quelques années plus tard au bénéfice de François Ier de Gramont, Jean Radcliff, sénéchal de Guyenne, y adjoint Bardos. La situation est beaucoup plus complexe pour Guiche, extrêmement contestée à l'époque, mais cette troisième paroisse entre finalement en juridiction de Claire de Gramont en 1534, par échange avec Pellegrue et Jonzac.
C'est ensemble que ces trois paroisses sont énumérées dans l'acte de Charles IX qui érige Guiche en comté et sénéchaussée en 1563, et leur situation peut être appréciée d'un seul regard à partir de cette date.
Pour ce qui est du droit civil, elles continuent à appartenir à la coutume du Labourd.  Il en est de même fiscalement.
En revanche, judiciairement, elles sont rattachées à la sénéchaussée de Gramont à Came et n'ont donc pas de rapport avec la Cour d'Ustaritz ni les institutions sénéchales de Bayonne.
Pour ce qui est des institutions forales labourdines, les trois paroisses avaient cessé depuis longtemps de participer au Biltzar en 1763, mais demandent et obtiennent à cette date leur réadmission en cette assemblée.
On a donc avec ces trois villages le cas de paroisses labourdines à presque tous égards, hormis leur séparation judiciaire du ressort du bailliage de Labourd.
On peut évoquer incidemment le cas de Briscous qui apparaît deux fois dans les sources consultées : une première fois vers 1340-1350 où cette paroisse est évoquée comme constituant avec Urt, Bardos et Guiche une « seigneurie de Guiche » et une deuxième fois, plus étrange, dans l'acte de Charles IX érigeant Guiche en comté, tel que rapporté par Raymond Ritter. Bien que mentionnée dans les paroisses constituant le comté de Guiche en 1563, Briscous n'est pas intégré au duché-pairie de Gramont en 1648 et on ne le voit plus apparaître comme un cas singulier postérieurement à 1563 ; il semble bien avoir été sous l'Ancien Régime une paroisse du Labourd tout à fait ordinaire dans son fonctionnement institutionnel, sans plus de mention de relations avec la famille de Gramont.

#### Sames
Assez peu de documents évoquent Sames qui ne semble pas poser de difficulté particulière. Aucune relation entre ce village et le Pays basque n'apparaît dans les sources consultées.
Il s'agit d'une paroisse de tous temps gasconne, tant pour la coutume qui y régit le droit civil que pour la fiscalité, mais rattachée à la petite sénéchaussée de Came.

#### LérenetSaint-Pé-de-Léren
Comme Sames, ces deux paroisses sont clairement gasconnes, sans rapport aucun avec le Béarn sous l'Ancien Régime malgré leur appartenance de nos jours au canton de Salies-de-Béarn — Paul Raymond relève d'ailleurs une mention de Saint-Pé en France en 1675.

#### Came
Came semble avoir eu un passé navarrais : Jean-Baptiste Orpustan a remarqué plusieurs mentions de ce village dans les registres des paroisses payant franchise au pouvoir royal de Navarre, la première en 1309, la dernière en 1349.
Mais dès 1389, dans ses conflits avec Gaston III de Béarn pour le contrôle des landes de Lanneplaa, Jean de Gramont fait valoir que les empiètements béarnais font « tort aux droits souverains du roi d'Angleterre, duc d'Aquitaine, dont relève Came ». À compter de cette date, Came apparaît toujours comme une paroisse gasconne ; ainsi en 1479 où le roi de France érige Came en baronnie.
On pourrait donc traiter Came comme Sames, Léren et Saint-Pé-de-Léren ci-dessus. Ce serait négliger une particularité de la commune : un de ses quartiers, celui de La Ferrière (ou La Herrerie — c'est la partie de la commune en rive gauche de la Bidouze) est en Basse-Navarre.
Une source l'affirme nettement, à savoir un article de Clément Urrutibéhéty ; les cartes précises du secteur tracées par ce même érudit font d'ailleurs apparaître une frontière navarro-française qui suit la Bidouze en ce secteur, coupant donc la commune de Came en deux parts. Les autres auteurs qui traitent du secteur ne mentionnent pas expressément cette particularité de Came mais donnent des informations qui semblent la corroborer : Anne Zink en incluant le quartier de la Ferrière dans une sénéchaussée regroupant par ailleurs des villages navarrais, comme on l'a dit plus haut, et Jean Robert en signalant que le quartier de la Ferrière « échappe à toute imposition ». Enfin une source primaire, les lettres patentes du Roi Louis XIV relatives à l'érection du Gramont en duché-pairie précise expressément que la baronnie de Came est « située partie en Navarre et partie dans le duché de Guyenne ». Tous ces indices laissent penser que l'information surprenante donnée par Clément Urrutibéhéty est exacte, même si aucune autre source secondaire ne la reprend.

### Enduché de Gramont, côté navarrais

#### Bergouey-Viellenave
Là non plus pas de difficulté particulière pour cette commune issue de la fusion des anciennes communes de Bergouey et Viellenave-sur-Bidouze incorporées dans le duché de Gramont (le château de Gramont, fief originel de la famille qui garde son nom, était d'ailleurs situé sur le territoire de Viellenave).
C'est une commune bas-navarraise à tous points de vue, sans que son appartenance aux Gramont n'implique de particularités politiques remarquables.

#### Escos
Escos est un village bas-navarrais, malgré son appartenance aujourd'hui au canton de Salies. (Escos ne rejoindra d'ailleurs ce canton qu'en 1819).
Mais les choses ne sont pas si simples ici : comme à Came mais exactement dans une situation réciproque, un quartier du village n'appartient pas au même Royaume que le centre du bourg : « Lagarde d'Escos » dépend lui en effet de la juridiction d'Hastingues et, à ce titre, appartient à ce qu'on appelle souvent la « France » dans les références d'Ancien Régime, c'est-à-dire les terres gasconnes de la sénéchaussée de Dax. Relié continûment au reste de la Gascogne comme on va le voir plus bas, ce hameau en est donc un avant-poste avancé vers le sud.
Deuxième point à signaler au sujet d'Escos, alors que la commune est aujourd'hui séparée d'Ilharre par les bois de Lahire, sur le territoire de la commune d'Abitain, les limites paroissiales n'étaient pas les mêmes sous l'Ancien Régime, et la Basse-Navarre était bien d'un seul tenant, tandis qu'au contraire Labastide-Villefranche était séparé du reste du Béarn : la carte de l'Atlas historique du Béarn, semblable sur ce point à la carte de Hubert Jaillot de la Basse-Navarre de 1689 fait clairement apparaître une continuité entre Escos et Ilharre. Les détails du tracé sont précisés par la carte annexée à l'article de Pierre Tucoo-Chala : la commune d'Abitain n'était pas aussi étendue qu'aujourd'hui et la frontière entre Béarn et Navarre se situait au Moyen Âge le long de la « horse d'Abitain », qui était un fossé qu'on peut encore, paraît-il, deviner non loin de la route au sud d'Escos ; les bois aujourd'hui sur le territoire d'Abitain, au sud de Tachouères, sont navarrais sur la carte dressée par Pierre Tucoo-Chala. Cependant, les cartes anciennes englobaient souvent les exclaves dans leurs limites en ne se souciant pas des territoires communaux, aussi y a-t-il lieu de croire que le territoire d'Escos était séparé du reste de la Navarre, comme Gestas l'était de la Soule. Il est donc vain de rechercher la trace d'une éventuelle continuité territoriale. Du fait de sa situation topographique et d'un rattachement ancien (1819), Escos ne fait pas partie de la Communauté d'agglomération Pays-basque.

### Une commune mal documentée:Arancou
Comme pour Came, Jean-Baptiste Orpustan a pu déceler un lien entre Arancou et le royaume de Navarre, mais tout à fait isolé : en 1309 son nom apparaît sur la liste des paroisses payant franchise au pouvoir royal navarrais.
Au-delà de cette date, il ne semble faire de doute qu'Arancou soit en Gascogne. La carte des coutumes dressée par Anne Zink l'inclut dans le ressort de la coutume de Dax. On la voit apparaître en 1423 dans la liste des quatre villages dont Henri VI d'Angleterre attribue les « profits et émoluments » à Jean de Gramont (les autres étant Urt, Saint-Pé-de-Léren et Léren). On peut donc être surpris qu'Arancou ne figure ni dans la liste des quatre paroisses formant la baronnie de Came en 1479, ni dans celle des sept paroisses unies dans le comté de Guiche en 1563, ni dans celle des dix paroisses formant le duché de Gramont en 1648. Une source confirme même l'appartenance judiciaire d'Arancou à la sénéchaussée des Lannes et non à celle de Came.
La situation n'est quand même pas très claire ; Jean Robert apporte quelques informations disparates qui peuvent apporter un éclairage sur la situation de la paroisse, mais sans complètement l'élucider : en 1700 il note une mention d'Arancou comme « terre de Gramont » dans une liste de paroisses de l'élection des Lannes (un document fiscal donc) et signale que, « au moins aux XVIIe et XVIIIe siècles », Arancou aurait appartenu à la seigneurie foncière et directe de Saint-Jacques de Bidache. L'appartenance d'Arancou à l'élection de Dax la place incontestablement en France.

### Uneexclavebéarnaise:Labastide-Villefranche
La localisation en Béarn de Labastide-Villefranche ne fait aucun doute : cette bastide, fondée en 1292, est d'ailleurs également connue des cartes anciennes sous le nom de « La Bastide de Béarn ». On note néanmoins un point discuté par les historiens : celui du statut du lieu-dit « Ordios », à l'extrémité nord de la commune. Pour Pierre Tucoo-Chala, qui se fonde sur une mention d'un ospitau nau en terre real, ce lieu était l'emplacement d'un hôpital sur le chemin de Saint-Jacques, et se situait en terre gasconne. Ce n'est pas l'avis de Clément Urrutibéhéty, qui apporte une contre-argumentation convaincante ; si on suit ses conclusions, les limites actuelles de Labastide-Villefranche reproduiraient fidèlement les frontières de cette exclave béarnaise, ce qui est de toutes façons l'avis unanime des deux spécialistes pour le centre et le sud de la commune. Comme on l'a écrit plus haut au sujet d'Escos, Labastide n'était pas autrefois frontalier d'Abitain et constituait donc une exclave béarnaise, accessible seulement en traversant soit la Navarre, soit des terres gasconnes. Ce point est toutefois contestable, car le cadastre établit clairement une continuité entre Labastide et Abitain.

### EntreLabastide-Villefrancheet legave d'Oloron

#### Auterrive
Auterrive ne présente pas de difficultés : c'est un village gascon, qui dépend pleinement de Dax et qui n'est nulle part mentionné comme béarnais. Paul Raymond signale d'ailleurs une archive de 1675 où le village est dénommé comme Autarrive en France. S'il n'y a rien de plus à ajouter concernant Auterrive proprement dit, l'article de Pierre Tucoo-Chala signale encore une particularité, qui concerne Carresse-Cassaber : le pont d'Auterrive n'est pas frontalier, mais la Gascogne possède une tête de pont sur la rive droite du gave d'Oloron sur ce qui est aujourd'hui le territoire du village béarnais de Carresse. Celui-ci ne touchait pas à la rivière au niveau du pont, et les puristes pourront donc relever que la commune béarnaise d'aujourd'hui a incorporé quelques hectares de terres gasconnes.

#### Saint-Dos
Le cas de Saint-Dos est nettement plus singulier. Plusieurs sources le font apparaître comme béarnais : ainsi il est connu du recensement des feux de 1385, et est mentionné par Paul Raymond comme appartenant aussi bien à la sénéchaussée qu'à la subdélégation de Sauveterre Pourtant la carte figurant à l'Atlas historique de Christian Delplat et Pierre Tucoo-Chala porte cette commune comme gasconne, et Paul Raymond a pointé une mention en 1538 de Sandos de la juridiction de France. Contradiction apparente... La réalité est que la situation de la paroisse était hybride, comportant un petit quartier béarnais (ce qui est aujourd'hui le village proprement dit, avec l'église) mais aussi un secteur gascon, couvrant selon la carte de Pierre Tucoo-Chalaa l'essentiel du territoire communal et qui assure la continuité de la Gascogne jusqu'à Auterrive et Lagarde d'Escos. Dans ce quartier (ce serait le « Sendos-Juson » de certaines sources) certaines terres (un « osteu royal ») sont placées sous la souveraineté directe du roi de France.

## Au coin nord-ouest duBéarn

### Lahontan
Lahontan est mentionnée par Paul Raymond parmi les communes non béarnaises qui ont été adjointes lors de la création du département des Basses-Pyrénées. Pierre Tucoo-Chala confirme cette information avec quelques précisions de sources dans son article sur le secteur de Labastide-Villefranche. On peut incidemment signaler que Pierre Tucoo-Chala et Christan Desplat mentionnent l'existence dans ce village frontalier d'une « cour de Lahontan », juridiction particulière. Lahontan constitue donc un territoire dacquois, même si comme on va le voir ci-dessous son territoire a très provisoirement été annexé au Béarn au XIVe siècle : en effet, quoique situé en aval de Lahontan sur la même rive gauche du gave de Pau, la paroisse aujourd'hui landaise de Saint-Cricq-du-Gave apparaît dans le recensement des feux béarnais de 1385 ! Son appartenance ponctuelle au Béarn est confirmée par l'ouvrage Landes et Chalosse qui précise qu'elle « fut annexée par Gaston Fébus à la fin du XIVe siècle ». On a donc ici un cas unique d'avancée provisoire du Béarn, et de commune béarnaise en fin du Moyen Âge qui ne l'est plus depuis longtemps au moment du démantèlement des anciennes provinces.

### Bonnut
Le cas de Bonnut est simple. Toutes les sources qui le mentionnent en font une commune tout à fait gasconne, appartenant tant au diocèse de Dax qu'à la subdélégation de Dax, et réunie en 1790 aux Basses-Pyrénées. La population aurait eu l'occasion en 1855 de se prononcer par référendum pour le maintien de la commune dans ce département, ou son transfert aux Landes.

## LePetit Lescar en France: la vicomté deSault-de-Navailleset lavicomté de Louvigny
Le long de la limite de la Chalosse, on va rencontrer toute une collection de communes que le découpage de 1790 va intégrer dans le département des Basses-Pyrénées. Leur situation est la même vis-à-vis des circonscriptions administratives : elles appartiennent toutes à la sénéchaussée (secondaire) et à la subdélégation de Saint-Sever. Une autre particularité les unit : leur appartenance au diocèse de Lescar. Un archidiaconé de Rivière-Luy, comportant un seul archiprêtré, celui de Sault-de-Navailles, rassemble en effet une collection de paroisses non béarnaises qui dépendent néanmoins du chapitre de Lescar, et qui se répartissent d'est en ouest de Sault à Coublucq. Cet archidiaconé est aussi connu sous le nom de « Petit Lescar en France », soulignant ainsi son appartenance à la Chalosse, et son extériorité au Béarn. On notera que ce « petit Lescar en France », dont les limites ont été utilisées pour construire la frontière départementale dans son secteur oriental contenait aussi des paroisses aujourd'hui landaises dans la région de Sault-de-Navailles, jusqu'à Argelos et Poudenx.
Examinons donc successivement la situation spécifique des communes limitrophes des Pyrénées-Atlantiques et des Landes dans les secteurs occidental et oriental de ce « Petit Lescar en France ».

### Le secteur deSault-de-Navailles
Il semble que la seigneurie de Sault (ancienne Vicomté selon Paul Raymond) ait appartenu au XIIe siècle au Béarn, pour en être ultérieurement distraite. Toujours est-il qu'au recensement de 1385 elle en est bien disjointe, et que dans cette région, sur la rive nord du Luy de Béarn ce sont quatre communes non béarnaises (sous les réserves que nous détaillons ci-dessous) qui vont être intégrées en 1790 aux Basses-Pyrénées.

#### Sault-de-Navailles,LacadéeetCasteide-Candau
Il n'y a pas de commentaires supplémentaires à ajouter à la situation de Sault-de-Navailles, Lacadée et Casteide-Candau, ces communes étant toutes les trois clairement hors Béarn.
Tout au plus pourra-t-on signaler que Lacadée serait (comme Lahontan) le siège d'une microscopique Cour de Justice, et que Paul Raymond signale une source de 1780 qui connaît de Casteide-Candau sous le nom de « Castéide-Saint-Sever ».

#### Labeyrie
Le cas de Labeyrie nous a laissé plus perplexe, compte tenu des contradictions évidentes des sources. Paul Raymond l'énumère expressément à l'article « Béarn » comme une commune non béarnaise de l'arrondissement d'Orthez ; il la reprend également à l'article « Chalosse » et fait état à l'article « Labeyrie » d'une appartenance à la subdélégation de Saint-Sever. Par ailleurs Labeyrie n'est pas mentionné à l'inventaire des feux de 1385. Pourtant à l'article « Orthez » Paul Raymond ne la signale pas cette commune parmi celles canton d'Arthez qui n'appartiennent pas à la sénéchaussée d'Orthez e Pierre Tucoo-Chala et Christian Delplat omettent également Labeyrie dans l'énumération des paroisses de l'archidiaconé de Rivière-Luy, qu'ils semblent avoir repris d'une Histoire du Béarn de Laborde et Lorber. L'ouvrage de Pierre Cuzacq et Jean-Baptiste Laborde est tout à fait formel et fournit une interprétation cohérente de toutes ces données : Labeyrie est pour eux béarnais, seule explication qu'on puisse fournir en effet à son rattachement à une notairie béarnaise. Le rattachement à une paroisse gasconne n'a pas de sens : en effet de la même façon et comme on le verra, Vignes, indiscutablement béarnais, est une annexe d'Arzacq qui ne l'est pas ; ou réciproquement Pouliacq de Garlin. De plus, la carte de Cassini fait clairement apparaître Labeyrie en Béarn, le rattachement d'un petit triangle de Béarn au nord d'Hagetaubin passant par le hameau de Casteide-à-Bidau mentionné ci-dessous. On devrait donc pouvoir conclure, avec prudence, de toutes ces sources discordantes que c'est bien de la sénéchaussée d'Orthez et non de celle de Saint-Sever que dépend Labeyrie, qui est bien un village béarnais.

#### Saint-Médard
Pour Saint-Médard l'appartenance du chef-lieu de la commune au « Petit Lescar en France » et donc à la Chalosse n'est pas douteuse. En revanche une partie du territoire communal est béarnais : le lieu dit « Casté-à-Bidau » (ou « Castet-Abidon »), signalé par Paul Raymond comme « ancienne commune », et aujourd'hui rattaché à Saint-Médard, est en effet clairement béarnais, apparaît comme tel à l'article « Soubestre » et surtout est concerné par le recensement des maisons de Gaston Fébus. C'est donc un exemple (nous en verrons un deuxième un peu plus bas) de commune à cheval sur Béarn et Chalosse.

### Le secteur d'Arzacq-Arraziguet
Dans ce secteur, la circonscription féodale pertinente, c'est la vicomté de Louvigny, dont les contours et l'histoire sont mal connus. Épousant en gros la forme d'un triangle pointant vers le sud, une douzaine de communes aujourd'hui rattachées aux Pyrénées-Atlantiques appartenaient sous l'Ancien Régime à la Chalosse ou  au Tursan.

#### Douze communes non béarnaises
Il n'y a guère de commentaires à faire (nous avons reporté en notes quelques remarques secondaires) sur une dizaine de communes dont l'appartenance à la subdélégation de Saint-Sever est reportée par l'ensemble des sources consultées :
- Arzacq-Arraziguet[64] ;
- Boueilh-Boueilho-Lasque[65] ;
- Coublucq ;
- Louvigny ;
- Malaussanne ;
- Méracq ;
- Mialos[66] ;
- Pouliacq[67] ;
- Poursiugues-Boucoue ;
- Séby.

On apportera quelques précisions sur les cas particuliers de :
- Cabidos. Située à la frontière nord du département, cette commune est bien répertoriée dans les principales sources concernées comme non-béarnaise. Paul Raymond, à l'article qui lui est consacré, précise néanmoins qu'il a pointé sur une source de 1442 une mention de Cabidos en lo bayadge de Garos et en déduit que cette paroisse aurait fait, pendant un temps qu'il ne peut préciser, un court passage en Béarn. Pierre Cuzacq[68] commente cette interprétation et y voit une erreur : selon lui cette mention, mal déchiffrée par Paul Raymond, aurait en fait concerné Castet-Abidon (mentionné plus haut au sujet de Saint-Médard) et rien ne permet de douter de la permanence de l'appartenance à la Chalosse de Cabidos. Anne Zink[69] rapporte une anecdote intéressante : selon sa lecture des archives, alors que jusqu'alors les registres paroissiaux de Cabidos étaient paraphés à Saint-Sever, on se met en 1740 à les transporter pour signature à Garos (chef-lieu de l'archidiaconé de Soubestre) (et ultérieurement à Morlaàs), parce qu'on se serait aperçu que l'église paroissiale est construite en terre béarnaise et ce nonobstant l'appartenance à la Gascogne de l'essentiel de la commune ;

- Lonçon n'est pas évoquée comme non-béarnaise par Jean Raymond, ni à l'article « Béarn », ni à l'article « Chalosse », ni non plus à l'article « Lonçon ». Elle est toutefois reprise dans les listes de paroisses du « Petit Lescar en France » qu'on peut lire dans Tucoo-Chala et Desplat, et dans cet archiprêtré sur la carte de Jean Annat. On peut tout de même noter que le même Jean Raymond ne fait figurer Lonçon dans aucune des listes de paroisses des sénéchaussées secondaires du Béarn (ni à l'article « Orthez », ni à l'article « Pau », ni à l'article « Morlaas ») et surtout que le rattachement de Lonçon au canton d'Arzacq (alors qu'on a initialement rattaché Riumayou, pourtant situé plus au nord au canton de Thèze dont il constitue donc une enclave) peut difficilement s'expliquer autrement que par son appartenance à la Chalosse.

#### Vignes, enclave[70]béarnaise
Bien que situé au milieu de paroisses toutes en Chalosse, Vignes figure dans le recensement de 1385 et est mentionné par toutes les sources comme béarnais (Paul Raymond le rattache à la sénéchaussée secondaire de Morlaàs). Cela n'empêche d'ailleurs pas ce petit village d'être une cure secondaire de la paroisse plus importante d'Arzacq, nouvelle preuve que les frontières religieuses se rient des frontières politiques dans le secteur.

#### Deux quartiers devenus landais
On en profitera pour faire une petite infidélité au département des Pyrénées-Atlantiques est mentionné le statut plus surprenant encore de deux lieux-dits de Philondenx, donc aujourd'hui situés dans le département des Landes[pas clair]. Les localités d'Arbleix et Picheby (rattachées selon Paul Raymond à la sénéchaussée secondaire d'Orthez) sont en effet pleinement béarnaises. On peut les retrouver sur les cartes d'aujourd'hui, Arbleix étant le lieu-dit « le Château » à l'est du village, sur la rive gauche du Loust (sur les cartes de l'IGN) et nous supposons qu'on peut identifier Picheby au hameau dénommé sous la forme francisée de « Pèchevin » sur la carte Michelin, cinq cents mètres plus loin au nord-ouest, sur l'autre rive du Louts et à deux pas de la frontière départementale.

#### Fichous-Riumayou
Il reste à compléter ce tableau du secteur en parlant de la commune de Fichous-Riumayou, obtenue par réunion en 1842 des villages de Fichous et de Riumayou. Le premier (le plus important) est un village du « Petit Lescar en France », donc non-béarnais ; le second, à l'est, mentionné dans le censier de 1385 appartient au Béarn de longue date (il était d'ailleurs avant la fusion communale rattaché au canton de Thèze) —ce qui ne l'empêchait pas d'ailleurs de constituer comme la commune chalossaise de Lonçon une cure secondaire de Fichous.

## La «souveraineté» folklorique deBédeille
Bédeille revendique fièrement... son indépendance ! Aux confins du Montanérès et de l'enclave bigourdane de Séron, la seigneurie de Bédeille serait devenue « souveraine » vers 1412. En tout état de cause ce ne serait que nettement plus tard, en pleine période des guerres de religion, qu'Henri d'Albret, alors seigneur de la localité, aurait été le premier à s'intituler « seigneur de Bédeille ». Par transmissions successives, en 1727 on retrouve ce titre invoqué bien loin du Béarn par Charles-Louis de Lorraine... Paul Raymond à l'article « Bédeille » évoque lui aussi ce caractère « souverain » de la seigneurie, précisant même qu'elle se trouvait, en 1789 « au pouvoir du roi de Prusse ».
On aura une idée concrète de ce que peut représenter pour les habitants cette « souveraineté » en rapportant les termes d'un acte notarié du 27 avril 1702 par lequel cinq témoins, domiciliés les uns dans la localité bigourdane de Villenave et les autres dans les villages béarnais de Sedze et de Lombia, attestent que « le lieu d'Avédeilhe n'est ni du pays de Bigorre ni du pays de Béarn, mais que c'est un lieu neutre et que les habitants ne payant pas de taille ni aucun autre subside et qu'ils ne se servent pas de papier timbré mais bien du commun et que c'est donc une souveraineté ».
Il siège à Bédeille une « Cour Souveraine » composée de quatre jurats.
Ne romançons pas excessivement cette pittoresque revendication d'indépendance rurale. Pierre Tucoo-Chala et Christian Desplat nous mettent en garde : « les prétentions à la « souveraineté » de quelques-unes ne doivent pas faire illusion ». Anne Zink, qui étudie en parallèle les tout aussi pittoresques revendications de Tarasteix (également à la frontière, mais du côté des Hautes-Pyrénées) souligne de façon souriante que l'on écrit le plus souvent « souveraineté de Bédeille... en Béarn » ce qui est indéniablement assez contradictoire. Il n'en demeure pas moins, comme elle le rappelle, que ces petits ilots sont pour leurs habitants ce qu'on appellerait aujourd'hui des paradis fiscaux.

## Quelques cas particuliers enSouleou à ses frontières

### Lanne-en-Barétous
La commune de Lanne-en-Barétous est citée ici au titre du hameau et de la vallée de Barlanès, conquise au détriment de la Soule par Gaston IV de Foix très tardivement en 1443. Bien que cette date soit nettement antérieure à la période dont cette page traite, cette annexion est ici mentionnée parce qu'elle est demeurée contestée pratiquement jusqu'à la Révolution par les Souletins, des actions judiciaires étant enregistrées jusqu'en 1783.

### Esquiule
Esquiule est souvent énuméré dans les listes de communes souletines. Pourtant ce village, de création relativement récente (au milieu du XVe siècle), a bien été fondé sur les terres béarnaises de la paroisse de Barcus-Esquiule — même si sa population a été constituée de colons venus des terres basques situées plus à l'ouest. De langue basque, la paroisse n'en est pas moins demeurée sous juridiction béarnaise (dépendant tant de la subdélégation que de la sénéchaussée d'Oloron), et a été rattachée au canton d'Aramits à la départementalisation en 1790. On peut d'ailleurs préciser que le 23 janvier 1796, la population a réclamé par référendum son rattachement au canton basque de Barcus, ce qui ne lui a pas été concédé. On a donc affaire ici à une commune de culture basque en terres béarnaises. En matière pastorale, Esquiule n'est d'ailleurs pas membre de la commission syndicale du Pays de Soule, propriétaire des terres de pacage indivises, mais a conclu deux accords (le premier en 1456 et le second en 1652) pour l'utilisation de certains terrains d'altitude de la province historique. Du fait d'une longue tradition de séparation administrative d'avec le Pays-basque dont il partage la culture, Esquiule ne fait pas partie de la Communauté d'agglomération Pays-basque.

### Osserain-Rivareyte
Apparemment symétrique est la situation du hameau de Rivareyte, qui appartient à la commune souletine d'Osserain-Rivareyte. Une source au moins raconte qu'en 1842, ce sont une commune basque, Osserain, et une commune béarnaise, Rivareyte, unies par un pont sur le Saison, qui ont fusionné en une seule commune. Dans la mesure où cette unique source contient une proportion non négligeable d'erreurs et ne renvoie elle-même pas à la source de ses informations, on peut légitimement rester perplexe devant cette affirmation : aucune mention n'est faite de Rivareyte dans les divers documents relatifs au Béarn que nous avons pu consulter (elle n'apparaît pas dans le recensement de 1385 ni n'est nulle part énumérée comme béarnaise par Paul Raymond). Bien plus, Rivareyte est mentionnée dans le Censier gothique de Soule de 1377 et comme communauté souletine au 1er juillet 1630 dans la chronologie sommaire de la Soule de l'ouvrage de documents de Jean-Louis Etchecopar-Etchart, et en tout état de cause a été, au même titre qu'Osserain, incorporée dans le canton de Domezain au découpage de 1790, alors que ce canton avait vocation à regrouper des communes souletines. Il ne semble donc pas qu'on doive donner foi à cette anecdote faisant figurer un hameau béarnais (mais la source a pu confondre l'appartenance à une province, Béarn et Soule, avec la langue parlée, le basque à Osserain et le gascon à Rivareyte) aux marges de l'arrondissement de Bayonne.

### Pagolle
Rattachée à la Basse-Navarre dans les « listes de communes » des provinces basques en circulation au début du XXIe siècle, Pagolle est en réalité une commune traversée par la frontière entre la France et la Navarre. La partie occidentale du territoire communal se trouve en effet en Basse-Navarre, mais la partie orientale est souletine, la frontière ayant été précisée définitivement en ce secteur en 1475.

### Mauléon
On terminera par un cas surprenant : celui de Mauléon. Attention, il s'agit bien de l'ancienne commune de Mauléon (sur la rive droite du Saison), l'autre moitié de Mauléon-Licharre, la plaine de Licharre, appartenant sans conteste à la Soule.
L'organisation juridique de la Soule est fort complexe, et nous n'avons pas bien saisi ce qui, dans le statut du château royal de Mauléon et de sa juridiction, permet à Eugène Goyenheche d'écrire avec assurance : « Mauléon, qui juridiquement ne faisait pas partie de la Soule ». Il n'en reste pas moins que ce jugement surprenant correspond manifestement à la Soule perçue par ses habitants au XVIIIe siècle, puisque le cahier de doléances d'Arraute prend la peine de demander l'intégration de Mauléon à la Soule en des termes qui ne laissent pas de doute quant à la situation présente : « Mauléon est aussi étranger à la Soule que s'il était en Turquie ».

### Gestas
Cette commune formait autrefois une exclave de la Soule. Comme à Rivareyte, le gascon y dominait, mais les habitants connaissaient le basque puisqu'ils étaient en relation avec les populations souletines. Gestas est l'une des quatre communes, pour lesquelles les circonscriptions religieuses étaient coupées en deux par la limite entre Béarn et Soule : Barcus et Esquiule, Charritte-de-Bas et Lichos, Gestas et Tabaille-Usquain, Guinarthe-Parenties et Rivareyte (commune d'Osserain-Rivareyte). Comme les cartes anciennes, la carte IGN n° 69 comprend les bois qui séparent Gestas de la Soule dans le canton de Saint-Palais, alors que Gestas était une exclave ! Du fait de sa situation topographique, Gestas ne fait pas partie de la Communauté d'agglomération Pays-basque.

## Sources
Les ouvrages ci-dessous ont été utilisés comme sources à plusieurs reprises ; une mention d'un auteur sans précision supplémentaire dans une note renvoie à l'un d'entre eux :
- Pierre Cuzacq et Jean-Baptiste Laborde, La petite France, sur une limite religieuse des Landes et du Béarn ou les frontières des vicomtés de Sault et de Louvigny, Bayonne, chez les auteurs, 1949 ;
- Hubert Dutech, Lo Noste Bearn, Monhélios, Oloron-Sainte-Marie, 2003  (ISBN 2914709188) ;
- Eugène Goyheneche, Le Pays Basque, Société nouvelle d'éditions régionales et de diffusion, Pau, 1979 ;
- Jean de Jaurgain et Raymond Ritter, La maison de Gramont 1040-1967, Les amis du musée pyrénéen, Tarbes (deux tomes) ;
- Serge Lerat (sous la direction de) Landes et Chalosse, Société nouvelle d'éditions régionales et de diffusion, Pau, 1984  (ISBN 2904610022) ;
- Paul Raymond, Dictionnaire topographique du département des Basses-Pyrénées, Paris, 1863, réédité sous le nouveau titre de Dictionnaire topographique Béarn Pays Basque, Éditions PyréMonde/Princi Negue, Monein, 2005  (ISBN 2846182302) ;
- Paul Raymond éd. Dénombrement général des maisons de la Vicomté de Béarn en 1385 par ordre de Gaston Fébus, réédition Manucius, Pau  (ISBN 2845780184) ;
- Jean Robert, Des travaux et des jours en piémont pyrénéen : Bidache, Barenbach, Éditions Jean-Pierre Gyss, 1984, (ISBN 2-902912-42-5 (édité erroné), BNF 34872937) ;
- Pierre Tucoo-Chala, « Aux frontières du Béarn, de la Navarre et de la Gascogne du XIIe au XVIe siècle », dans Bulletin de la société de Borda, 1962, p. 234-250 ;
- Pierre Tucoo-Chala et Christian Delplat, La Principauté de Béarn, Société nouvelle d'éditions régionales et de diffusion, Pau, 1980, complété par l’Atlas historique du Béarn, cartographie de Monique Morales (même éditeur) ;
- Anne Zink, L'héritier de la maison : Géographie coutumière du Sud-Ouest de la France sous l´Ancien Régime, Paris, Éditions de l'EHESS, 1993, 542 p. (ISBN 2-7132-0996-X) ;
- Anne Zink, Pays ou circonscriptions. Les collectivités territoriales de la France du Sud-Ouest sous l'Ancien Régime, Paris, Publications de la Sorbonne, 2000, 374 p. (ISBN 2-85944-389-4, lire en ligne).

Les autres sources, utilisées chacune en un petit nombre d'occurrences, sont explicitées au fil des notes.